# Amblyomma integrum
Amblyomma integrum är en fästingart som beskrevs av Karsch 1879. Amblyomma integrum ingår i släktet Amblyomma och familjen hårda fästingar. Inga underarter finns listade i Catalogue of Life.